# العلاقات الأوكرانية الأرجنتينية
العلاقات الأوكرانية الأرجنتينية هي العلاقات الثنائية التي تجمع بين أوكرانيا والأرجنتين.

## مقارنة بين البلدين
هذه مقارنة عامة ومرجعية للدولتين:
| وجه المقارنة                                              | أوكرانيا                                   | الأرجنتين                                               |
| --------------------------------------------------------- | ------------------------------------------ | ------------------------------------------------------- |
| المساحة (كم2)                                             | 603.63 ألف                                 | 2.78 مليون                                              |
| عدد السكان (نسمة)                                         | 45.55 مليون                                | 44.27 مليون                                             |
| الكثافة السكانية (ن./كم²)                                 | 75.46                                      | 15.92                                                   |
| العاصمة                                                   | كييف                                       | بوينس آيرس                                              |
| اللغة الرسمية                                             | اللغة الأوكرانية                           | اللغة الإسبانية                                         |
| العملة                                                    | هريفنا أوكرانية، كاربوفانيتس، روبل سوفييتي | البيزو الأرجنتيني 1983 ‏، بيزو أرجنتيني، أسترال أرجنتيني |
| الناتج المحلي الإجمالي (بليون دولار)                      | 112.15 مليار                               | 637.59 مليار                                            |
| الناتج المحلي الإجمالي (تعادل القوة الشرائية) بليون دولار | 352.98 مليار                               | 883.02 مليار                                            |
| الناتج المحلي الإجمالي الاسمي للفرد دولار أمريكي          | 2.11 ألف                                   | 13.43 ألف                                               |
| الناتج المحلي الإجمالي للفرد دولار أمريكي                 | 8.66 ألف                                   |                                                         |
| مؤشر التنمية البشرية                                      | 0.747                                      | 0.827                                                   |
| رمز المكالمات الدولي                                      | +380                                       | +54                                                     |
| رمز الإنترنت                                              | .ua، .укр ‏                                 | .ar                                                     |
| المنطقة الزمنية                                           | ت ع م+02:00، ت ع م+03:00، توقيت شرق أوروبا | 00                                                      |

## مدن متوأمة
في ما يلي قائمة باتفاقيات التوأمة بين مدن أوكرانية وأرجنتينية:
- ترتبط تشيرنوفتسي مع سان ميغيل دي توكومان باتفاقية توأمة منذ 14 أكتوبر 2012.[15][16][17][18]
- ترتبط كييف مع بوينس آيرس باتفاقية توأمة منذ 1995.[19][19][19][19]

## منظمات دولية مشتركة
يشترك البلدان في عضوية مجموعة من المنظمات الدولية، منها:
| علم المنظمة | اسم المنظمة                               | تاريخ انضمام أوكرانيا | تاريخ انضمام الأرجنتين |
| ----------- | ----------------------------------------- | --------------------- | ---------------------- |
|             | المنظمة الهيدروغرافية الدولية             | ?                     | ?                      |
|             | منظمة الشرطة الجنائية الدولية             | ?                     | ?                      |
|             | الاتحاد البريدي العالمي                   | ?                     | ?                      |
|             | منظمة التجارة العالمية                    | 16 مايو 2008          | ?                      |
|             | الفريق المعني برصد الأرض                  | ?                     | ?                      |
|             | مجموعة الموردين النوويين                  | ?                     | ?                      |
|             | مؤسسة التنمية الدولية                     | 27 مايو 2004          | 3 أغسطس 1962           |
|             | مؤسسة التمويل الدولية                     | 18 أكتوبر 1993        | 13 أكتوبر 1959         |
|             | منظمة حظر الأسلحة الكيميائية              | ?                     | ?                      |
|             | الأمم المتحدة                             | 24 أكتوبر 1945        | 24 أكتوبر 1945         |
|             | الاتحاد الدولي للاتصالات                  | 7 مايو 1947           | 1889                   |
|             | البنك الدولي للإنشاء والتعمير             | 3 سبتمبر 1992         | 20 سبتمبر 1956         |
|             | مجموعة أستراليا                           | 2005                  | 1993                   |
|             | المركز الدولي لتسوية المنازعات الاستشارية | 7 يوليو 2000          | 18 نوفمبر 1994         |
|             | وكالة ضمان الاستثمار متعدد الأطراف        | 19 يوليو 1994         | 11 فبراير 1992         |
|             | نظام تحكم تكنولوجيا القذائف               | 1998                  | 1993                   |
|             | يونسكو                                    | 12 مايو 1954          | 15 سبتمبر 1948         |

## أعلام
هذه قائمة لبعض الشخصيات التي تربطها علاقات بالبلدين:
- خوسيه بيكرمان (لاعب ومدرب كرة قدم أرجنتيني، 3 سبتمبر 1949 – )
- سيزار ميلشتاين (8 أكتوبر 1927[28][29] – 24 مارس 2002[28][29])
- غوستافو ليشوك (لاعب كرة قدم أرجنتيني، 5 نوفمبر 1991[30] – )
- ماريانو كونيك (لاعب كرة قدم أرجنتيني، 15 فبراير 1998 – )
- ناديه بودوروسكا (لاعبة كرة مضرب أرجنتينية، 10 فبراير 1997 – )

## وصلات خارجية
- موقع وزارة الخارجية الأوكرانية
- موقع وزارة الخارجية الأرجنتينية